# Les Cresnays
Les Cresnays és un municipi francès situat al departament de la Manche i a la regió de Normandia. L'any 2007 tenia 252 habitants.

## Demografia

### Població
El 2007 la població de fet de Les Cresnays era de 252 persones. Hi havia 112 famílies de les quals 36 eren unipersonals (24 homes vivint sols i 12 dones vivint soles), 36 parelles sense fills, 36 parelles amb fills i 4 famílies monoparentals amb fills.
La població ha evolucionat segons el següent gràfic:
Habitants censats

### Habitatges
El 2007 hi havia 160 habitatges, 112 eren l'habitatge principal de la família, 29 eren segones residències i 19 estaven desocupats. 148 eren cases i 12 eren apartaments. Dels 112 habitatges principals, 81 estaven ocupats pels seus propietaris, 30 estaven llogats i ocupats pels llogaters i 1 estava cedit a títol gratuït; 4 tenien una cambra, 11 en tenien dues, 22 en tenien tres, 30 en tenien quatre i 46 en tenien cinc o més. 84 habitatges disposaven pel capbaix d'una plaça de pàrquing. A 54 habitatges hi havia un automòbil i a 48 n'hi havia dos o més.

### Piràmide de població
La piràmide de població per edats i sexe el 2009 era:
| Homes | Edats   | Dones |
| ----- | ------- | ----- |
| 0     | 95 o +  | 0     |
| 0     | 90 a 94 | 4     |
| 0     | 85 a 89 | 0     |
| 0     | 80 a 84 | 0     |
| 8     | 75 a 79 | 0     |
| 16    | 70 a 74 | 4     |
| 20    | 65 a 69 | 20    |
| 4     | 60 a 64 | 8     |
| 0     | 55 a 59 | 4     |
| 8     | 50 a 54 | 0     |
| 4     | 45 a 49 | 16    |
| 20    | 40 a 44 | 12    |
| 12    | 35 a 39 | 8     |
| 4     | 30 a 34 | 4     |
| 8     | 25 a 29 | 8     |
| 4     | 20 a 24 | 12    |
| 24    | 15 a 19 | 0     |
| 16    | 10 a 14 | 8     |
| 4     | 5 a 9   | 4     |
| 4     | 0 a 4   | 0     |

## Economia
El 2007 la població en edat de treballar era de 151 persones, 115 eren actives i 36 eren inactives. De les 115 persones actives 104 estaven ocupades (65 homes i 39 dones) i 11 estaven aturades (3 homes i 8 dones). De les 36 persones inactives 19 estaven jubilades, 8 estaven estudiant i 9 estaven classificades com a «altres inactius».

### Ingressos
El 2009 a Les Cresnays hi havia 106 unitats fiscals que integraven 247 persones, la mediana anual d'ingressos fiscals per persona era de 13.388 €.

### Activitats econòmiques
Dels 5 establiments que hi havia el 2007, 1 era d'una empresa de construcció, 1 d'una empresa d'hostatgeria i restauració, 2 d'empreses immobiliàries i 1 d'una empresa classificada com a «altres activitats de serveis».
L'únic servei als particulars que hi havia el 2009 era una fusteria.
L'any 2000 a Les Cresnays hi havia 42 explotacions agrícoles que ocupaven un total de 836 hectàrees.

## Poblacions més properes
El següent diagrama mostra les poblacions més properes.